# آیزاک ساکسس
آیزک سکسس (انگلیسی: Isaac Success؛ زادهٔ ۷ ژانویهٔ ۱۹۹۶) یک بازیکن فوتبال اهل نیجریه است که در پست مهاجم برای اودینزه در سری آ ایتالیا بازی می‌کند.
از باشگاه‌هایی که در آن بازی کرده‌است می‌توان به گرانادا اشاره کرد.